# Регетон
Регетон (Reggaeton) е музикален стил, произхождащ от Пуерто Рико в края на 1990-те. Той е повлиян от хип-хопа и латиноамериканската и карибска музика. Вокалите включват рапиране и пеене, обикновено на испански език.
Счита се за един от най-популярните музикални жанрове в испаноезичните Кариби, в страни като Пуерто Рико, Панама, Доминиканската република, Куба, Колумбия и Венецуела. През последното десетилетие жанрът увеличава популярността си в Латинска Америка, както и в основната западна музика